# سكان إسبانيا

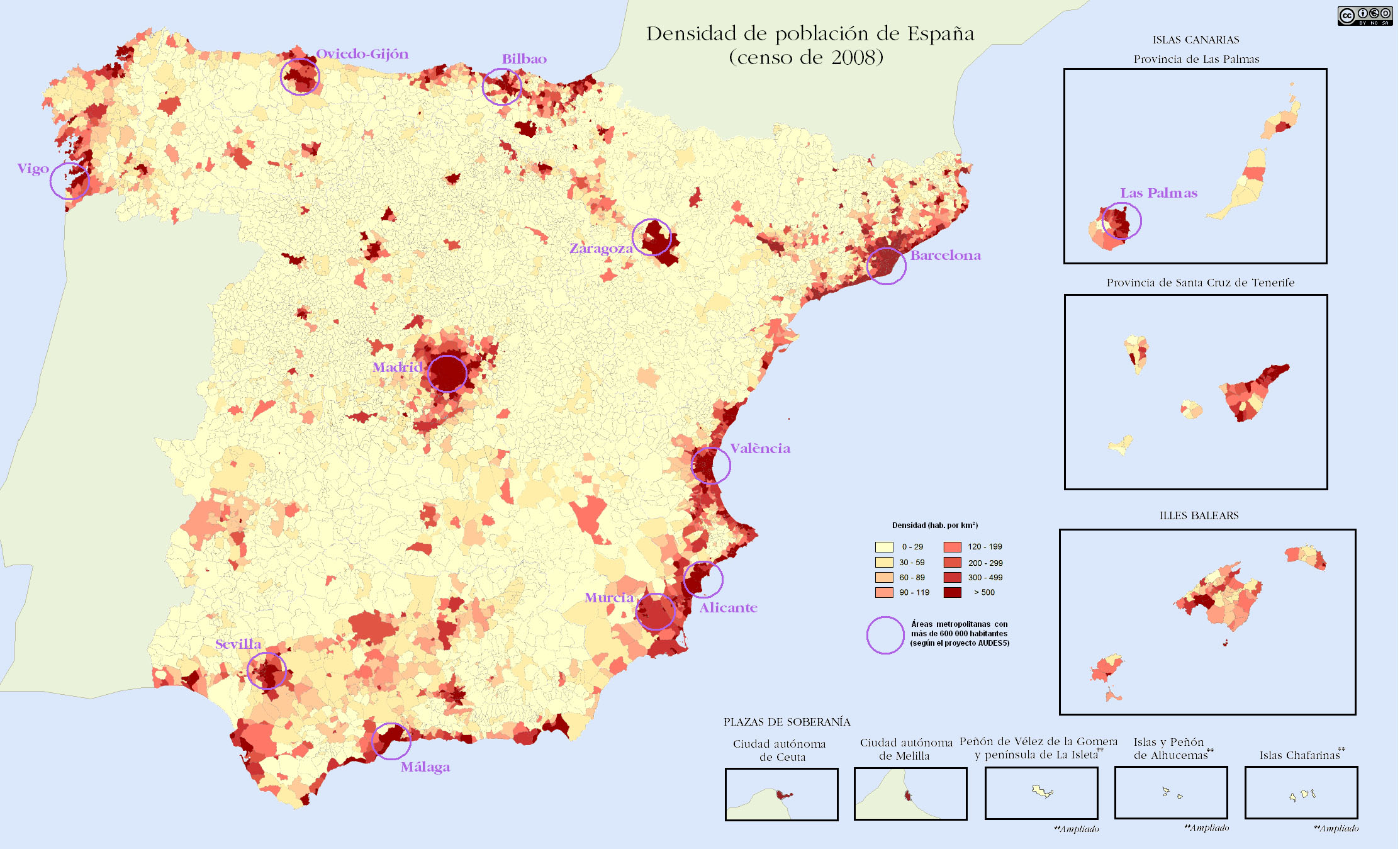
الكثافة السكانية حسب البلدية في إسبانيا، 2008

اعتبارا من 1 يناير 2014، بلغ مجموع سكان إسبانيا 46,507,760، وهو ما يمثل انخفاض بنسبة 0.5٪ منذ عام 2013 أسبانيا.
بلغ ذروة سكان إسبانيا في عام 2012، حوالي 46,818,216 نسمة. انخفض عدد السكان الرسمي لإسبانيا بواقع 206,000 إلى 47,100,000، لأن معظمهم من المهاجرين العائدين إلى ديارهم بسبب آثار الأزمة الاقتصادية والمالية الأوروبية.

## وصلات خارجية
- Spanish Instituto Nacional de Estadística Statistical data about demography and population
- Build Spanish population graph 1960 - 2013 (World Bank data)
- Build Spanish population projection graph till 2100 (United Nation data)
- Build Spanish life expectancy at birth graph 1950 - 2013 (United Nation data)